# Capnia utahensis
Capnia utahensis är en bäcksländeart som beskrevs av Gaufin och Jewett 1962. Capnia utahensis ingår i släktet Capnia och familjen småbäcksländor. Inga underarter finns listade i Catalogue of Life.